# Kyle Mack
Kyle Mack (* 6. Juli 1997 in Detroit, Michigan) ist ein US-amerikanischer Snowboarder. Er startet in den Freestyledisziplinen.

## Werdegang
Mack nimmt seit 2006 an der Ticket to Ride World Snowboard Tour teil. Dabei holte im März 2010 bei den Burton US Open 2010 Junior Jam auf der Halfpipe seinen ersten Sieg. In der Saison 2010/11 belegte er im Slopestyle bei Wettbewerben  der Middle Earth Series den dritten und den ersten Platz. Es folgten in der Saison weitere Podestplatzierungen bei der Burton Am Series. Im Februar 2012 kam er bei der Burton European Junior Open in Laax auf den dritten Platz im Slopestyle und den ersten Platz auf der Halfpipe. Sein erstes FIS-Weltcuprennen fuhr er im August 2012 in Cardrona, welches er auf dem 22. Platz auf der Halfpipe beendete. Im Januar 2013 belegte er beim O’Neill Evolution in Davos den zweiten Platz auf der Halfpipe und im Big Air Wettbewerb. Im selben Monat siegte er im Big Air beim U.S. Grand Prix in Park City. Die Saison 2012/13 beendete er auf dem dritten Platz in der World Snowboard Tourgesamtwertung. Zum Beginn der Saison 2013/14 erreichte er den zweiten Platz im Slopestyle bei den Burton High Fives in Cardrona und den zweiten Rang im Big Air beim Vienna Fridge in Wien. Bei der The Shred Show in Whistler kam er auf den zweiten Platz im Big Air und den ersten Rang im Slopestyle. Im September 2014 gewann er im Slopestyle beim Stylewars in Falls Creek. Bei den Snowboard-Weltmeisterschaften 2015 am Kreischberg holte er Bronze im Slopestyle und im Big Air Wettbewerb. Im April 2015 belegte er im Slopestyle bei The Shred Show in Blackcomb den zweiten Platz.
Zu Beginn der Saison 2015/16 errang Mack beim Air & Style in Peking den siebten Platz. Bei den Winter-X-Games 2016 in Aspen wurde er ebenfalls Siebter im Big Air. Im Februar 2016 belegte er beim Air & Style in Innsbruck den 20. und in Los Angeles den zweiten Rang und errang bei den X-Games Oslo 2016 in Oslo den 15. Platz im Big Air. Im folgenden Monat siegte er im Slopestyle bei den Burton US Open in Vail. Bei den Snowboard-Weltmeisterschaften 2016 in Yabuli gewann er die Silbermedaille im Big Air. Zudem errang er den 22. Platz im Slopestyle. In der Saison 2016/17 siegte er im Slopestyle bei der US Revolution Tour in Waterville Valley und belegte im Slopestyle beim U.S. Grand Prix und Weltcup in Mammoth den zweiten Platz. Bei den Winter-X-Games 2017 wurde er Achter im Slopestyle und Sechster im Big Air. Nach Platz drei im Big Air beim Weltcup in Mailand zu Beginn der Saison 2017/18, siegte er im Slopestyle beim U.S. Grand Prix in Mammoth und belegte bei den Winter-X-Games 2018 im Slopestyle und im Big Air bei den X-Games Norway 2018 in Fornebu jeweils den siebten Platz. Bei den Olympischen Winterspielen 2018 in Pyeongchang holte er die Silbermedaille im Big Air. Im Slopestyle kam er dort auf den 23. Platz.